# Packet Tracer
Packet Tracer là một phần mềm giả lập mạng dùng trong học tập sử dụng các thiết bị mạng (router/switch) của Cisco. Nó được hãng Cisco cung cấp miễn phí cho các trường lớp, sinh viên đang giảng dạy/ theo học chương trình mạng của Cisco. Sản phẩm cung cấp một công cụ để nghiên cứu các nguyên tắc cơ bản của mạng và các kỹ năng làm việc với hệ thống Cisco.

## Chức năng
Phiên bản hiện nay của Packet Tracer hỗ trợ giả lập một loạt các phương thức tầng ứng dụng và các phương thức định tuyến cơ bản như RIP, OSPF, và EIGRP trong yêu cầu của chương trình CCNA. Trong khi phần mềm nhắm đến cung cấp một môi trường giả lập mạng, nó chỉ sử dụng một ít chức năng được cung cấp trên Cisco IOS. Vì vậy, Packet Tracer không thích hợp làm mô hình mạng lưới sản xuất. Với sự ra mắt của phiên bản 5.3, nhiều tính năng mới được thêm vào, bao gồm BGP. BGP không nằm trong chương trình giảng dạy CCNA, nhưng nằm trong chương trình CCNP.

## Sử dụng trong học tập nghiên cứu
Packet Tracer được sử dụng rộng rãi trong các chương trình học thi chứng chỉ CCNA của Cisco. Vì phần mềm cung cấp giới hạn một số chức năng, nó chỉ dùng để phụ trợ chứ không thay thế thiết bị Router hay Switch trong quá trình học.

## Cấu hình
- CPU: Intel Pentium 4, 2.53 GHz  trở lên
- OS: Microsoft Windows 2000, Windows XP, Vista Home Basic, Vista Home Premium, Fedora 7, or Ubuntu 7.10
- RAM: 2 GB
- Ổ cứng: còn trống hơn 500 MB
- Độ phân giải màn hình: 1024 x 768
- Macromedia Flash Player >= 6.0
- Font chữ Unicode